# Purshia stansburyana

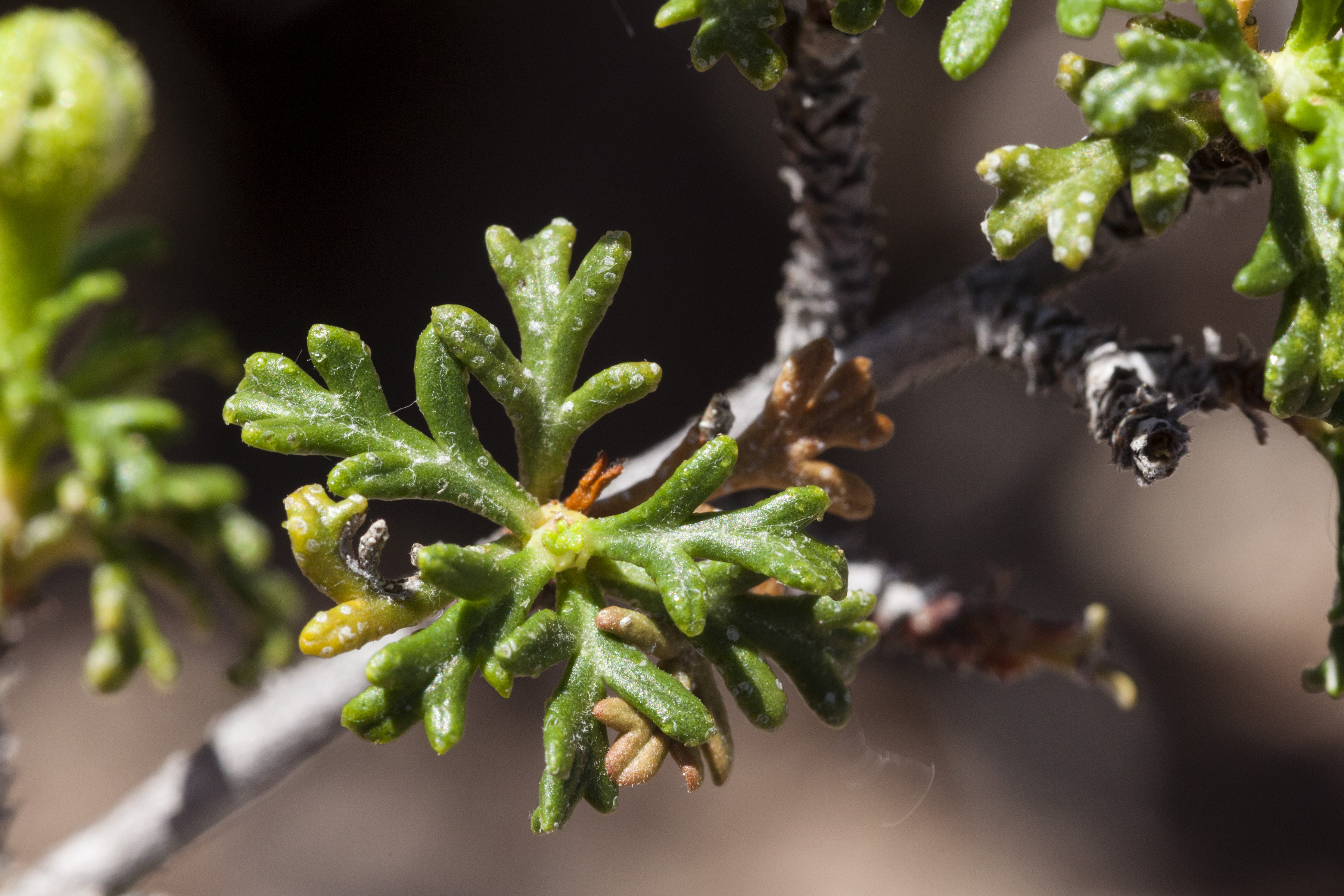
Laubblätter

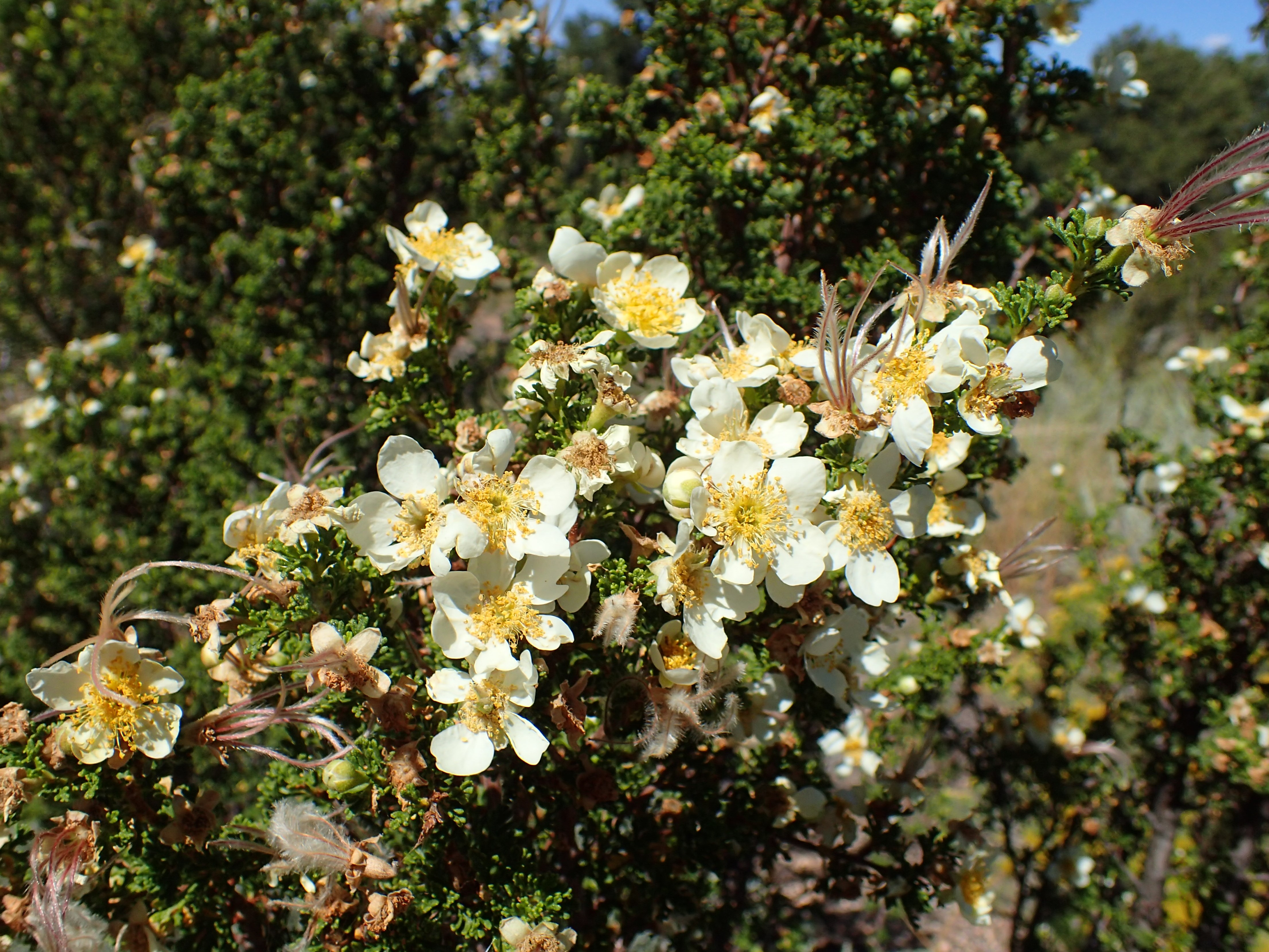
Blüten

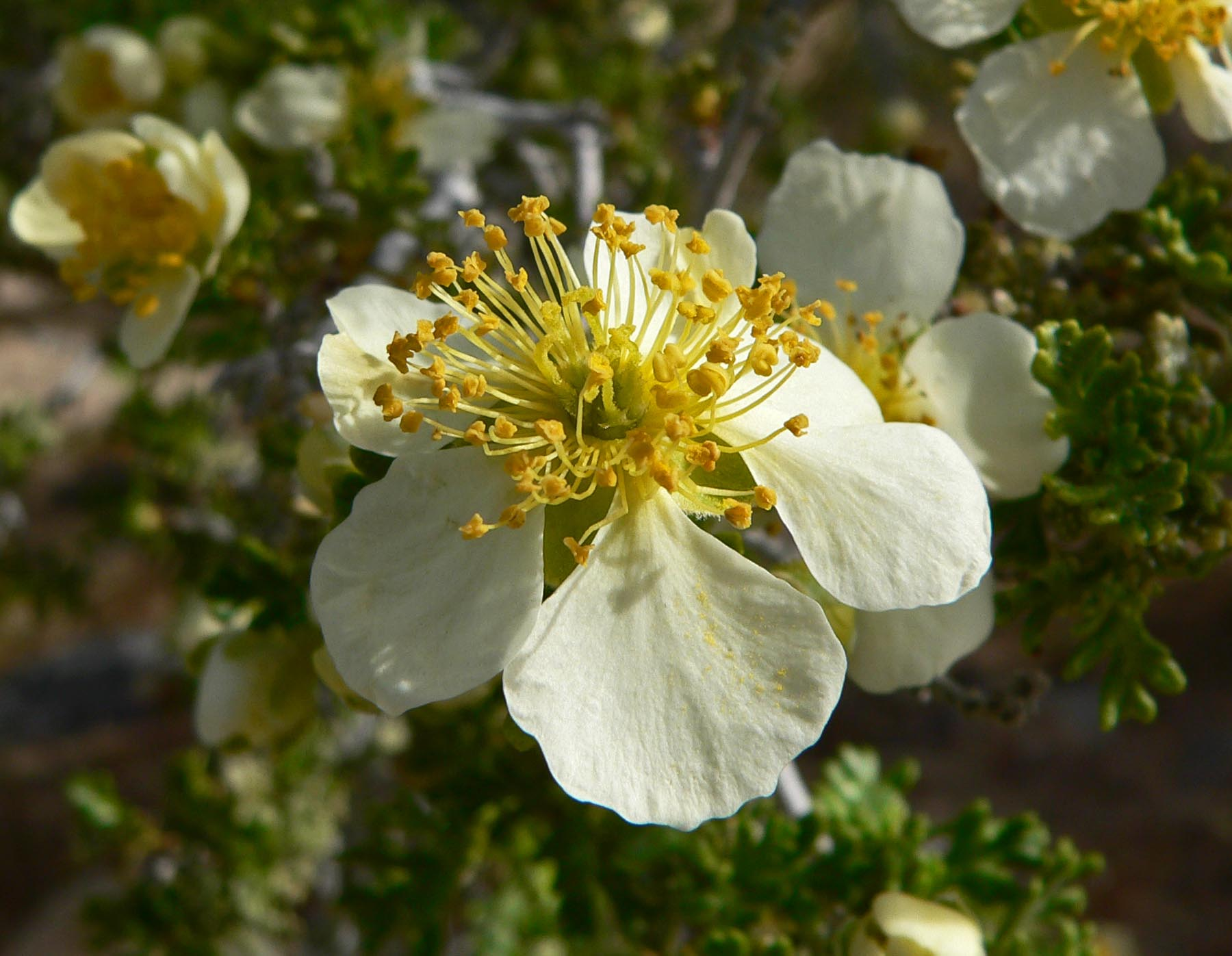
Blüte im Detail

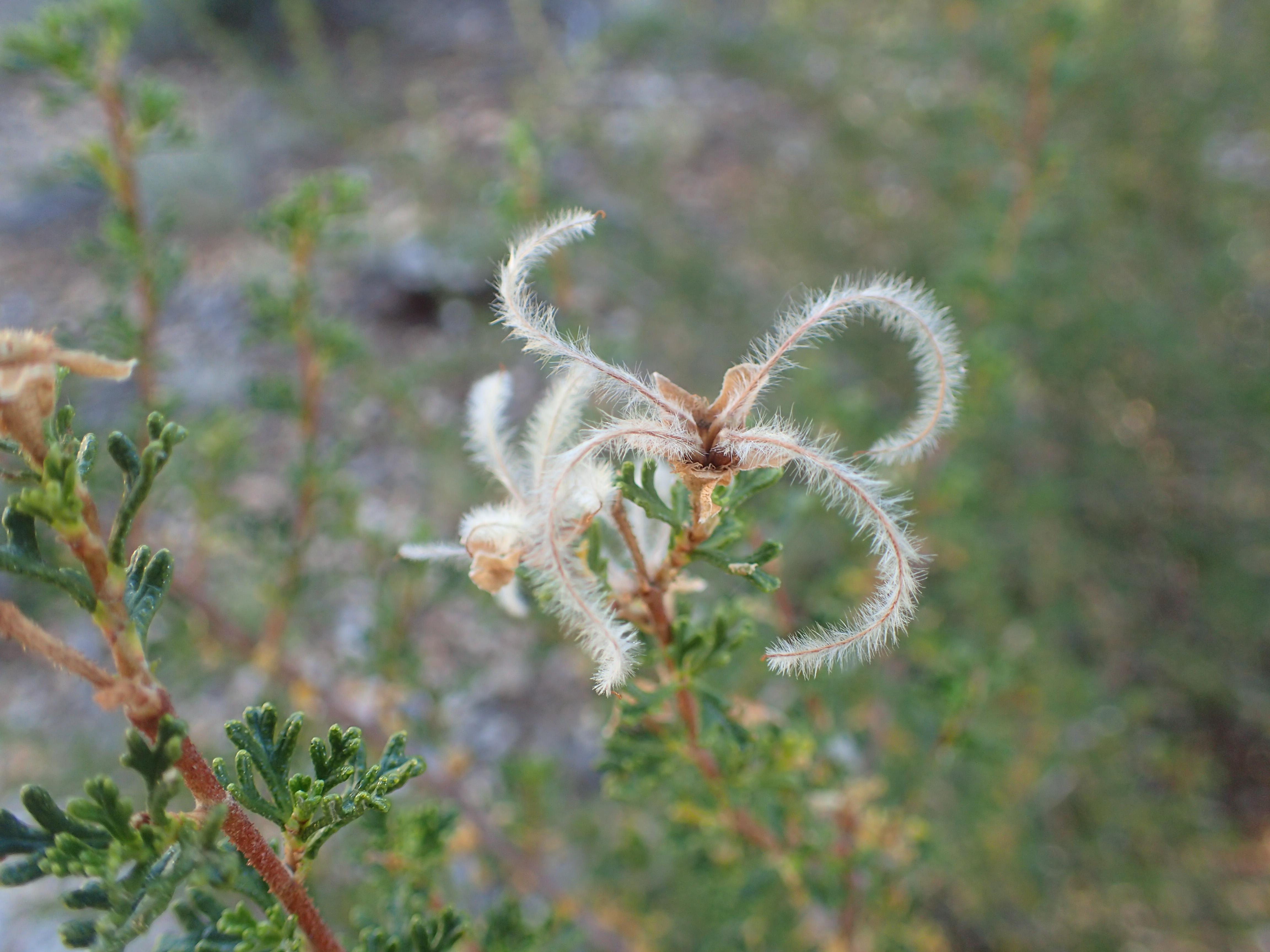
Früchte

Purshia stansburyana ist eine Pflanzenart aus der Gattung Purshia innerhalb der Familie der Rosengewächse (Rosaceae). Sie ist vom südwestlichen Vereinigten Staaten bis zum nördlichen Mexiko verbreitet und wird dort englisch Stansbury's cliffrose genannt.

## Beschreibung und Ökologie
Purshia stansburyana ist ein immergrüner, reich verzweigter Strauch, der meist Wuchshöhen von 1 bis 4 Metern erreicht, unter außergewöhnlichen Umständen aber auch bis 7,5 Meter hoch wird. Die Sprossachse ist von einer fransigen, gräulichen Rinde bedeckt. 
Die wechselständigen, relativ kleinen, dicklichen, ledrigen, fast sitzenden, verkehrt-eiförmigen Laubblätter mit eingerolltem, meist ganzem Rand sind mit bis zu 7 Lappen gelappt bis gespalten. Die stumpfen bis abgerundeten Blätter sind drüsig punktiert, die Oberseite ist mehr oder weniger leicht behaart, die Unterseite ist behaart. Es sind beständige, verwachsene Nebenblätter vorhanden.
Die Blütezeit beginnt im Frühjahr und dauert bis zum ersten Frost. Purshia stansburyana blüht in dichten Beständen. Die Blüten erscheinen einzeln und endständig. Die kurz gestielten, weißen bis gelblichen, fünfzähligen Blüten riechen stark süßlich. Es ist ein außen drüsig-behaarter Blütenbecher vorhanden. Die Kelchblätter sind nur klein, die Kronblätter sind verkehrt-eiförmig und bis 1,5 Zentimeter lang. Es sind viele kurze Staubblätter und bis zu 10 kurz gestielte, mittelständige und behaarte Fruchtblätter mit kurzen Griffeln und länglichen Narben vorhanden. Es ist ein Diskus vorhanden.
Die Frucht im ledrigen, beständigen Blütenbecher mit Kelchblättern und Staubblattresten ist eine lang, federig geschnäbelte, rippige Achäne von bis zu 8 Zentimetern Länge die zu mehreren in einer Sammelfrucht erscheint. Sie wird vom Wind und durch Tiere (z. B. Nagetiere) ausgebreitet.

## Standortbedingungen
Purshia stansburyana wächst in Savannen, Wüsten und in Hochebenen. Oft ist sie an Steilhängen zu finden und bevorzugt felsige, körnige Böden, insbesondere auf Kalkstein.
Der Strauch ist trockentolerant; die Sämlinge können in Jahren mit geringeren als durchschnittlichen Niederschlägen sogar besser überleben.

## Nutzung
Purshia stansburyana bietet brauchbares Futter sowohl für wilde Huftiere wie Wapitis, Maultierhirsche und Wüsten-Dickhornschafe als auch für Haustiere. Viele Vögel und Nagetiere fressen die Samen, wobei die Nager sie oft im Boden vergraben, wo sie später auskeimen können.
Purshia stansburyana wird in Renaturierungsprojekten in degradierten Lebensräumen in seinem ursprünglichen Verbreitungsgebiet eingesetzt.
Purshia stansburyana findet als Zierpflanze Verwendung. Von den Indianern wurde sie für vielfältige Zwecke verwendet. Die Rinde wurde zu Fasern für Kleidung, Bettwaren und Seilen verarbeitet, während die Zweige als Pfeile Verwendung fanden.

## Systematik
Das Basionym Cowania stansburyana wurde 1852 von John Torrey in H.Stansbury, Expl. Surv. Great Salt Lake: 386, Plate III erstbeschrieben. Die Umteilung in die Gattung Purshia erfolgte 1986 durch James Solberg Henrickson in Phytologia 60: 468.
Für Purshia stansburyana (Torr.) Henrickson gibt es folgende Synonyme: Cowania stansburyana Torr., Cowania mexicana var. stansburyana (Torr.) Jepson, Purshia mexicana var. stansburyana (Torr.) S.L.Welsh sowie Cowania alba Goodd., Purshia alba (Goodd.) E.I.Golubk.
Das Artepitheton wurde ursprünglich stansburiana geschrieben, aufgrund einer 2006 erfolgten Regeländerung im ICBN wurde jedoch die Schreibweise stansburyana für gültig eingeführt, da die Art zu Ehren von Howard Stansbury benannt wurde.
Purshia stansburyana hybridisiert leicht mit anderen Purshia-Arten.